# Chortophaga
Chortophaga is een geslacht van rechtvleugeligen uit de familie veldsprinkhanen (Acrididae). De wetenschappelijke naam van dit geslacht is voor het eerst geldig gepubliceerd in 1884 door Saussure.

## Soorten
Het geslacht Chortophaga omvat de volgende soorten:
- Chortophaga australior Rehn & Hebard, 1911
- Chortophaga cubensis Scudder, 1875
- Chortophaga mendocino Rentz, 1977
- Chortophaga viridifasciata De Geer, 1773